# 金門僑民
金門僑民是指離開金門到海外謀生的金門人。而因為政治因素，前往中國大陸或臺灣地區發展的金門人不算在僑民的範圍裡。這些人又被稱作是「出洋客」。

## 歷史
金門人開始向海外發展的時間據說是在明隆慶、萬曆左右，而在金門各族譜中，也有在鴉片戰爭之前已有金門人在海外發展的記錄:9、10。而在馬來西亞馬六甲的三保山，可發現刻著乾隆卅七年（1772年）的「金門陳坑陳巽謀之墓」:11。
而從19世紀後半到1949年以前，金門有四次主要的移民潮:11。第一次是1860年代，由於〈北京條約〉簽訂，清廷開放華工出洋:11。第二次則是在1912年到1929年，因為當時南洋商業發達、治安較良好等因素，吸引了青壯人口前往:12。第三次移民潮則是在1937年到1945年，因日軍侵華，金門被日軍控制:13。當時不想當日軍軍伕的金門人很多逃去投靠南洋的親戚友人，稱作「走日本手」:13。第四次則是在1945年到1949年間，因為治安惡化且逃避國民政府抽丁參與國共內戰，當時金門僑民不願返鄉，壯丁又再次逃往南洋:13。

## 分布
金門僑民前往的國家主要是東南亞各國，例如新加坡、馬來西亞、印尼、菲律賓等地的主要港口:14。根據金門縣華僑協會在1971年做的統計，僑居人口最多的是新加坡，約5萬人:14。其他地方則是印尼約2.5萬人、馬來半島約2.4萬人等等，而全部則有11萬多人:14。
另外金門移民的機制為「連鎖式移民」，同鄉或同族的人大多會聚集在同一個地點:14、15。例如烈嶼人大多前往汶萊，古寧頭李氏大多前往馬來西亞雪蘭莪州巴生市:14。